# Philoganga montana
Philoganga montana är en trollsländeart som först beskrevs av Hagen in Selys 1859.  Philoganga montana ingår i släktet Philoganga och familjen Lestoideidae. IUCN kategoriserar arten globalt som livskraftig. Inga underarter finns listade i Catalogue of Life.